# Робинсон, Эрик (ватерполист)
Эрик Робинсон (англ. Eric Robinson; 1878 — ?) — британский ватерполист, чемпион летних Олимпийских игр 1900.
На Играх Робинсон входил в состав британской ватерпольной команды. Сначала она обыграла первую французскую команду в четвертьфинале, потом вторую в полуфинале, и в финальном матче она выиграла у бельгийской сборной, получив золотые медали.